# 三島康雄 (経営史学者)
三島 康雄（みしま やすお、1926年5月3日 - 2011年5月21日）は、日本の経営史学者。
名古屋市出身。1952年京都大学経済学部卒、1956年同大学院博士課程満期退学、1970年「ロシア領漁業における巨大企業の発展過程」で大阪大学より経済学博士の学位を取得。中京大学商学部講師、助教授、1960年東京水産大学（現・東京海洋大学）講師、助教授、1970年甲南大学教授、1993年奈良県立商科大学（現・奈良県立大学）教授、学長、2000年退職。1972年漁業経済学会賞受賞。1981年イリノイ大学客員教授。
2004年4月瑞宝中綬章受章。

## 著書
- 『経営史学の展開』ミネルヴァ書房 経営学選書 1961
- 『北洋漁業の経営史的研究』ミネルヴァ書房 1972
- 『長浜縮緬の専売と織元』千倉書房 甲南大学経営学叢書 1975
- 『三菱財閥史 明治編』教育社歴史新書 1979
- 『三菱財閥史 大正・昭和編』教育社歴史新書 1980
- 『日本財閥経営史　阪神財閥 野村・山口・川崎』日本経済新聞社 1984
- 『造船王川崎正蔵の生涯』同文館出版 1993
- 『奈良の老舗物語 伝統と革新のはざまで』奈良新聞社 1999

### 共編著
- 『水産経営学』伊豆川浅吉,大海原宏共著 恒星社厚生閣 水産学全集 1966
- 『経営史』藤井光男・丸山恵也・池田正孝共著 世界書院 現代経営学双書 1967
- 『水産業界』小野征一郎共著 教育社新書 産業界シリーズ 1976
- 『総合商社の経営史』宮本又次,栂井義雄共編 東洋経済新報社 1976
- 『日本財閥経営史　三菱財閥』編 日本経済新聞社 1981
- 『第二次大戦と三菱財閥』柴孝夫,佐藤英達,長沢康昭,藤田誠久共著 日本経済新聞社 1987
- 『平生釟三郎日記抄 大正期損害保険経営者の足跡』編 思文閣出版 1990

### 翻訳
- M.G.ブラックフォード『アラスカのカニ産業経営史 1945～1970』恒星社厚生閣 1983
- M.G.ブラックフォード『ビッグ・ビジネスの比較経営史 イギリス,アメリカおよび日本』監訳 同文館出版 1988

## 論文
- Cinii

## 注
1. ↑  訃報新聞
2. ↑  『現代日本人名録』
3. ↑  “平成16年春の叙勲 瑞宝中綬章受章者” (PDF).  内閣府. p. 18 (2004年4月29日). 2004年7月15日時点のオリジナルよりアーカイブ。2023年4月26日閲覧。